# Damir Mikec
Damir Mikec (født 31. marts 1984) er en serbisk skytte, der konkurrerer i pistolskydning. 

## Idrætskarriere
Mikec deltog ved OL 2008 i Beijing, hvor han stillede op i 10 m luftpistol og blev nummer 13, samt i 50 m fripistol, hvor han blev nummer syv. Han var også med ved VM i 2010, hvor han var med på det serbiske hold i luftpistol, der vandt sølv. Året efter var han med på ved universiaden og vandt sølv i 50 m fripistol. Ved OL 2012 i London blev han nummer 16 i 50 meter fripistol og nummer 17 i luftpistol. I 2015 vandt han VM-guld i både 10 m luftpistol og 50 m fripistol, og ved OL 2016 i Rio de Janeiro opnåede han placeringer langt nede i begge discipliner. I 2018 vandt han sølv i 50 m fripistol både individuelt og for hold.
Ved OL 2020 i Tokyo (afholdt i 2021) stillede han kun op i 10 meter luftpistol, både individuelt og for blandede hold. I den individuelle konkurrence skød han 578 point i kvalifikationsrunden, hvilket akkurat var nok til at gå i finalen, og her skød han 237,9 point, hvilket var nok til sølv efter iraneren Javad Foroughi med 244,8 point, mens kinesiske Pang Wei fik bronze med 217,6 point. I holdkonkurrencen, hvor han deltog sammen med Zorana Arunović, blev han nummer fire.
Mikec deltog igen i OL 2024 i Paris, hvor han i 10 m luftpistol individuelt blev nummer syv, mens han sammen med Arunović vandt guld i konkurrencen for hold bestående af en mand og en kvinde. De vandt finalen foran den tyrkiske duo Sevval Ilayda Tarhan og Yusuf Dikec, der fik sølv, og inderne Manu Bhaker og Sarabjot Singh, der fik bronze. Serberne vandt finalen 16-14 mod tyrkerne, mens inderne vandt over en sydkoreansk duo.

## Familie
Damir Mikec er gift med elsalvarianeren Melissa Mikec, der ligeledes er sportsskytte.